# Rinard, Iowa
Rinard là một thành phố thuộc quận Calhoun, tiểu bang Iowa, Hoa Kỳ. Năm 2010, dân số của thành phố này là 52 người.

## Dân số
Dân số qua các năm:
- Năm 2000: 72 người.
- Năm 2010: 52 người.